# 진중 (영진)
진중(秦仲, ? ~ 기원전 822년)은 진나라의 군주이다. 서주(西周) 때 사람으로 비자(非子)의 증손자이며, 공백(公伯)의 아들이다.

## 생애
기원전 845년에 아버지 공백이 죽자 진중(秦仲)이 계승하였다. 기원전 842년 주 려왕(周勵王)이 무도하여 제후 중에 반란을 일으키느 자가 있었으며, 서융(西戎)도 주 왕실에 반기를 들고 견구의 대락 일족을 멸하였다.
기원전 824년 주 선왕(周宣王)이 즉위하니, 진중을 대부(大夫)로 삼아 서융을 토벌케 하였는데 기원전 822년 진중은 서융을 토벌하다가 전사하였다.
진중에게는 다섯 아들이 있었는데, 장남인 장공(莊公)이 계승하였다. 주 평왕(周平王) 시기에 들어와서 진중의 공을 높게 평가하여 진중의 막내 아들인 공자 강(康)을 하양(夏陽)의 땅을 하사하였고, 양(梁)나라를 세웠다. 진중이 재위하던 시기에 와서 진나라 사람들은 마차를 얻을 수 있었고, 예법과 음악이 생겨나고 신하들이 진나라를 섬기면서 강성해지기 시작하였다.